# Боуфингър
„Боуфингър“ (на английски: Bowfinger) е американски комедиен филм от 1999 г. на режисьора Франк Оз, с участието на Стийв Мартин и Еди Мърфи. Премиерата на филма е на 13 август 1999 г. от „Юнивърсъл Пикчърс“.